# Augustus Loftus
Augustus Loftus (ur. 4 października 1817 w Bristolu, zm. 7 marca 1904 w Ascot) – brytyjski dyplomata i urzędnik państwowy, ambasador Wielkiej Brytanii w Berlinie (1865–1871) i Petersburgu (1871–1879), a także gubernator Nowej Południowej Walii (1879–1885).

## Życiorys

### Pochodzenie i młodość
Pochodził z bardzo wpływowej i zamożnej rodziny, jego ojcem był 2. markiz Ely, a dziadkiem od strony matki prominentny poseł Henry Dashwood. Jako czwarty z lordowskich synów nie miał jednak szans na odziedziczenie tytułu ojca i mógł używać tytułu lorda jedynie na zasadzie tytułu grzecznościowego. Jak wiele dzieci ze swojego środowiska, nie chodził do szkoły, lecz był kształcony w domu przez prywatnych nauczycieli. Towarzyszył również ojcu w podróżach, dzięki czemu zawarł liczne znajomości wśród brytyjskich i europejskich elit.

### Kariera dyplomatyczna
Mając 20 lat wstąpił do służby dyplomatycznej i został skierowany na placówkę w Berlinie w randze attaché. W 1844 przeniesiono go na analogiczne stanowisko w Stuttgarcie. W 1848 rozpoczął pracę w Stambule, gdzie był sekretarzem osobistym szefa brytyjskiego poselstwa, Stratforda Canninga. W 1852 powrócił do Stuttgartu już jako sekretarz poselstwa, rok później objął obowiązki sekretarza ambasady w Berlinie. W latach 1858–1860 przebywał na placówce w Wiedniu, po czym wrócił do Berlina, aby w 1862 został przeniesionym do Monachium. W 1865 po raz trzeci trafił do brytyjskiej ambasady w Berlinie, tym razem już jako jej szef. W 1871 został ambasadorem Wielkiej Brytanii w Rosji z siedzibą w Petersburgu.

### Gubernator Nowej Południowej Walii
Po ośmioletniej kadencji otrzymał stanowisko gubernatora Nowej Południowej Walii, w której realną władzę sprawował już wówczas odpowiedzialny przed parlamentem rząd autonomiczny, zaś rolą gubernatora był jedynie dyskretny nadzór nad nim i pośrednictwo w jego kontaktach z metropolią w Londynie, a także obowiązki reprezentacyjne.

### Późniejsze życie
W 1885 zakończył swoją kadencję w Australii i powrócił do Anglii, gdzie dwa lata później ogłosił bankructwo. Na emeryturze poświęcił się pisaniu obszernych wspomnień pod tytułem Diplomatic Reminiscences (Reminiscencje dyplomatyczne), które ukazały się w czterech tomach w latach 1892–1894. Zmarł w marcu 1904 w wieku 86 lat.